# Sphex fumipennis
Sphex fumipennis är en biart som beskrevs av Frederick Smith 1856.
Sphex fumipennis ingår i släktet Sphex och familjen grävsteklar.

## Underarter
Arten delas in i följande underarter:
- Sphex fumipennis fumipennis
- Sphex fumipennis rouxi